# Cingulum (cerveau)

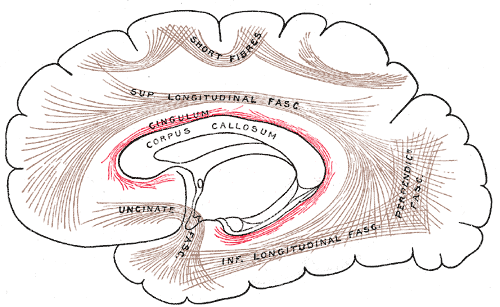
Schéma montrant les principales fibres d'association cérébrales.

Le cingulum est un faisceau de fibres de substance blanche reliant le gyrus cingulaire au complexe hippocampique (cortex entorhinal, périrhinal et hippocampe, principalement via le subiculum) permettant une communication entre ces différentes régions du système limbique. Il constitue notamment une partie du circuit de Papez.
En dentisterie, le cingulum est une « petite protubérance anatomique qui se trouve à la base de la face interne d'une incisive »,.